# أهل تكوت (الدراركة)
أهل تكوت هي إحدى مشيخات المملكة المغربية، تتبع جغرافيا لعمالة أكادير إدا وتنان وإداريًا لالدراركة. يقدر عدد سكانها بـ 3096 نسمة حسب الإحصاء الرسمي للسكان والسكنى لسنة 2004.